# Ready for the Night
Ready for the Night è il singolo di debutto del rapper argentino Duki, pubblicato il 25 luglio 2017.

## Tracce
1. Ready for the Night – 3:27